# Van Gogh (film, 1991)
Pour les articles homonymes, voir Van Gogh (homonymie).
Pour plus de détails, voir Fiche technique et Distribution.
Van Gogh est un film français de Maurice Pialat sorti en 1991. Il s'agit d'un film biographique « romancé » sur les 67 derniers jours de la vie du peintre postimpressionniste Vincent van Gogh.
Le film est présenté en compétition officielle au festival de Cannes 1991.

## Synopsis

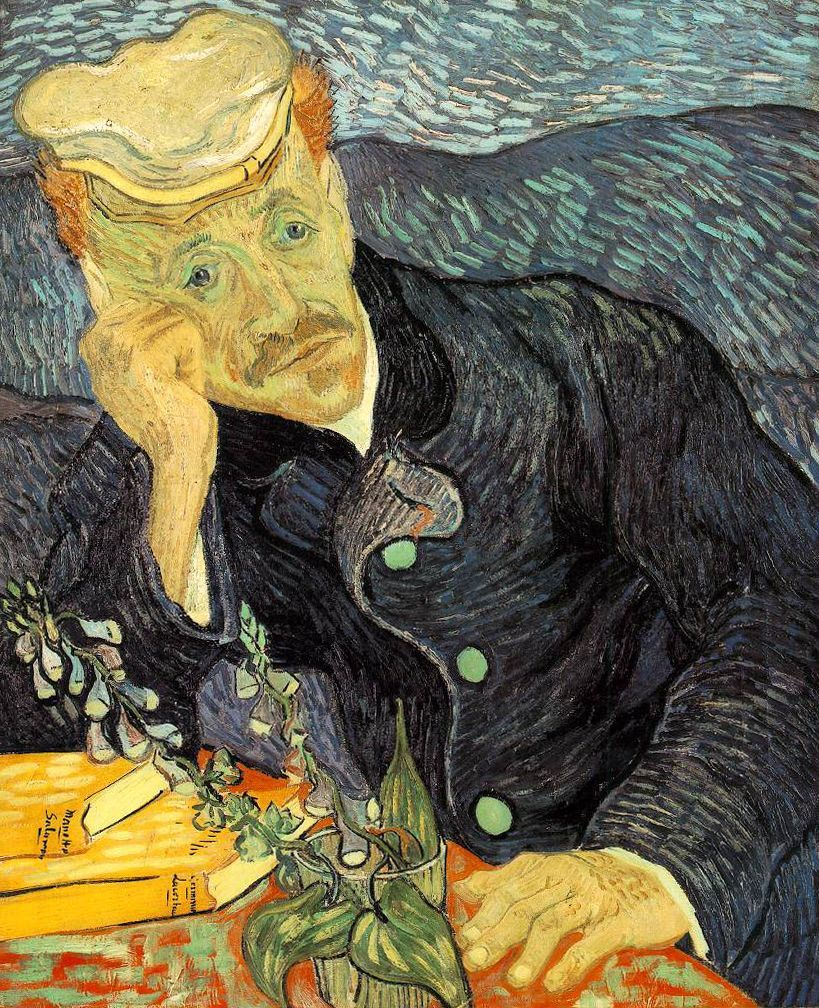
Le Docteur Gachet, 1890, huile sur toile,, collection privée (F753/JH2007).

En 1890, Vincent van Gogh, arrive en train à Auvers-sur-Oise. Il y est soigné et protégé par le docteur Gachet. Pourtant au sommet de son art, le peintre va très mal : son état mental est en pleine détérioration. Il est souvent sous l'emprise de l'absinthe et ses rapports avec les femmes sont très compliqués. Il imagine une histoire d'amour avec Marguerite, la fille du docteur Gachet. Il réalise ainsi plusieurs tableaux mettant en scène la jeune femme, Marguerite Gachet au piano ou encore Mademoiselle Gachet dans son jardin à Auvers-sur-Oise.

## Fiche technique
Sauf indication contraire, les informations mentionnées dans cette section peuvent être confirmées par la base de données cinématographiques IMDb,  présente dans la section « Liens externes ».
- Titre original : Van Gogh
- Réalisation et scénario : Maurice Pialat
- Assistant réalisateur : Alain Olivieri
- Décors : Philippe Pallut et Katia Wyszkop
- Costumes : Édith Vesperini
- Photographie : Gilles Henry et Emmanuel Machuel
- Montage : Yann Dedet, Nathalie Hubert et Hélène Viard[2]
- Son : Jean-Pierre Duret et François Groult
- Producteur délégué : Daniel Toscan du Plantier
- Sociétés de production françaises : Erato Films, CNC, Cofimages 2, Films A2, Studiocanal, Sofica Investimage 3, Sofica Investimage 2
- Distribution : Gaumont (France)
- Pays de production :  France
- Langue originale : français
- Genre : drame, biopic « romancé »
- Durée : 158 min
- Dates de sortie :
  - France : mai 1991 (festival de Cannes - compétition officielle)
  - France : 30 octobre 1991

## Distribution
- Jacques Dutronc : Vincent van Gogh
- Alexandra London : Marguerite Clémentine Élisa Gachet
- Bernard Le Coq : Théo van Gogh
- Gérard Séty : Dr. Paul Gachet
- Corinne Bourdon : Jo
- Elsa Zylberstein : Cathy
- Leslie Azzoulai : Adeline Ravoux
- Chantal Barbarit : Mme Chevalier
- Jacques Vidal : Monsieur Ravoux
- Frédéric Bonpart : La mouche
- Lise Lamétrie : Madame Ravoux
- Christian Maes : l'accordéoniste
- Gilbert Pignol : Gilbert

## Production

### Genèse et développement
Van Gogh est un projet de longue date de Maurice Pialat, qui évoquait déjà le peintre dans les années 1960.

### Choix des interprètes
Avant Jacques Dutronc, Lambert Wilson, Jean-Hugues Anglade et Daniel Auteuil ont failli tenir le rôle-titre. Sandrine Bonnaire est initialement envisagée pour incarner Marguerite. L'actrice refuse le rôle, trouvant le personnage trop âgé pour elle. Alors que le nom d'Emmanuelle Béart sera évoqué, c'est finalement Alexandra London qui est choisie.
Comme souvent, Maurice Pialat a choisi à la fois des acteurs professionnels et des acteurs non professionnels. Par exemple, pour le rôle de Madame Ravoux, il a choisi la gardienne de son immeuble, Lise Lamétrie.

### Tournage
Le tournage a lieu dans la Vienne (à Saint-Rémy-sur-Creuse) ou en Indre-et-Loire (gare de Richelieu, Marigny-Marmande) en juillet 1990,.
Comme souvent chez Maurice Pialat, le tournage est émaillé d'incidents et de brouilles. Ainsi, le directeur de la photographie Jacques Loiseleux quitte le film après trois semaines, tout comme le directeur de production quelques jours avant lui. Le réalisateur est également en conflit avec le producteur Daniel Toscan du Plantier. Il ne suit pas le plan de tournage établi et décide de multiples changements à sa guise, ce qui rallonge considérablement le budget.

## Bande originale
Sauf indication contraire, les informations mentionnées dans cette section peuvent être confirmées par le générique de fin de l'œuvre audiovisuelle présentée ici, ainsi que par la base de données cinématographiques IMDb,  présente dans la section « Liens externes ».
- Symphonie nº 2 d'Arthur Honegger de 1941.

Musiques non mentionnées dans le générique
- Air des clochettes de Lakmé de Léo Delibes de 1883.
- Je suis Monsieur Lautrec de Bernard Le Coq et Maurice Pialat.
- Le Temps des cerises de Jean Baptiste Clément et Antoine Renard.

## Accueil

### Critique
Sur l'agrégateur américain Rotten Tomatoes, le film récolte 67 % d'opinions favorables pour 9 critiques.
À la sortie du film, le cinéaste et critique Olivier Assayas a envoyé une lettre à Maurice Pialat dans laquelle il parle d'un film d'une « immense beauté ». Les Cahiers du cinéma le classe à la 1re place du Top 10 de 1991.
Louis Skorecki est plus ironique et lorsque le film passe à la télévision en 2000, il parle d'un « remords naturaliste de peintre raté ».

### Box-office
Le film connait un joli succès en France avec 1 307 437 entrées,. Il s'agit du 21e meilleur résultat au box-office annuel français.

## Distinctions principales

### Récompenses
- César 1992 : meilleur acteur pour Jacques Dutronc
- Prix Michel Simon de la meilleure actrice pour Elsa Zylberstein
- Prix des auditeurs 1991 du Masque et la Plume

### Nominations
- César 1992 : meilleur film, César du meilleur réalisateur, meilleur acteur dans un second rôle pour Gérard Séty et Bernard Le Coq, meilleure photographie, meilleur scénario, meilleur espoir féminin pour Elsa Zylberstein et Alexandra London, meilleurs costumes, meilleurs décors et meilleur son

### Sélection
- Festival de Cannes 1991 : sélection officielle

## Commentaires
- Il s'agit d'une biographie romancée. Ainsi l'aventure avec Marguerite, fille du docteur Gachet ne s'appuie sur aucun document historique.
- Il y a quelques anachronismes dans le film.

Par exemple, la chanson La Butte rouge utilisée dans le film a été composée en 1919 et les wagons des trains datent de 1900 plutôt que de 1890.
Autre anachronisme : le médecin dit qu'il est plutôt appelé pour des suicides au véronal alors que le véronal a été synthétisé en 1902.
- Pour les gros plans où l'on voit Vincent van Gogh peindre, il s'agit en réalité du réalisateur Maurice Pialat, peintre à ses heures perdues[1].